# Distrikt Morcolla
Der Distrikt Morcolla liegt in der Provinz Sucre in der Region Ayacucho in Südzentral-Peru. Der Distrikt wurde am 21. Dezember 1956 gegründet. Er besitzt eine Fläche von 289 km². Beim Zensus 2017 wurden 1311 Einwohner gezählt. Im Jahr 1993 lag die Einwohnerzahl bei 2052, im Jahr 2007 bei 1603. Sitz der Distriktverwaltung ist die 3459 m hoch gelegene Ortschaft Morcolla mit 521 Einwohnern (Stand 2017). Morcolla liegt 11 km südsüdwestlich der Provinzhauptstadt Querobamba.

## Geographische Lage
Der Distrikt Morcolla liegt im Andenhochland im Südwesten der Provinz Sucre. Der Río Sondondo fließt entlang der westlichen Distriktgrenze nach Norden und entwässert einen Großteil des Areals. Der Ostteil des Distrikts wird über den Río Huancani nach Osten zum Río Chicha entwässert. Im äußersten Südosten reicht der Distrikt bis zum Bergmassiv des 5112 m hohen Vulkans Nevado Ccarhuarazo (alternative Schreibweisen: Ccarhuaraso, Carhuarazo).
Der Distrikt Morcolla grenzt im äußersten Südosten an den Distrikt Chipao (Provinz Lucanas), im Süden an den Distrikt Huacaña, im Westen an die Distrikte Apongo und Asquipata (beide in der Provinz Víctor Fajardo), im Norden an den Distrikt Querobamba sowie im Osten an den Distrikt Soras.

## Ortschaften
Im Distrikt gibt es neben dem Hauptort folgende größere Ortschaften:
- Huaco
- Jocha
- Pincocalla
- Tintay (439 Einwohner)